# Torre dei Lamberti

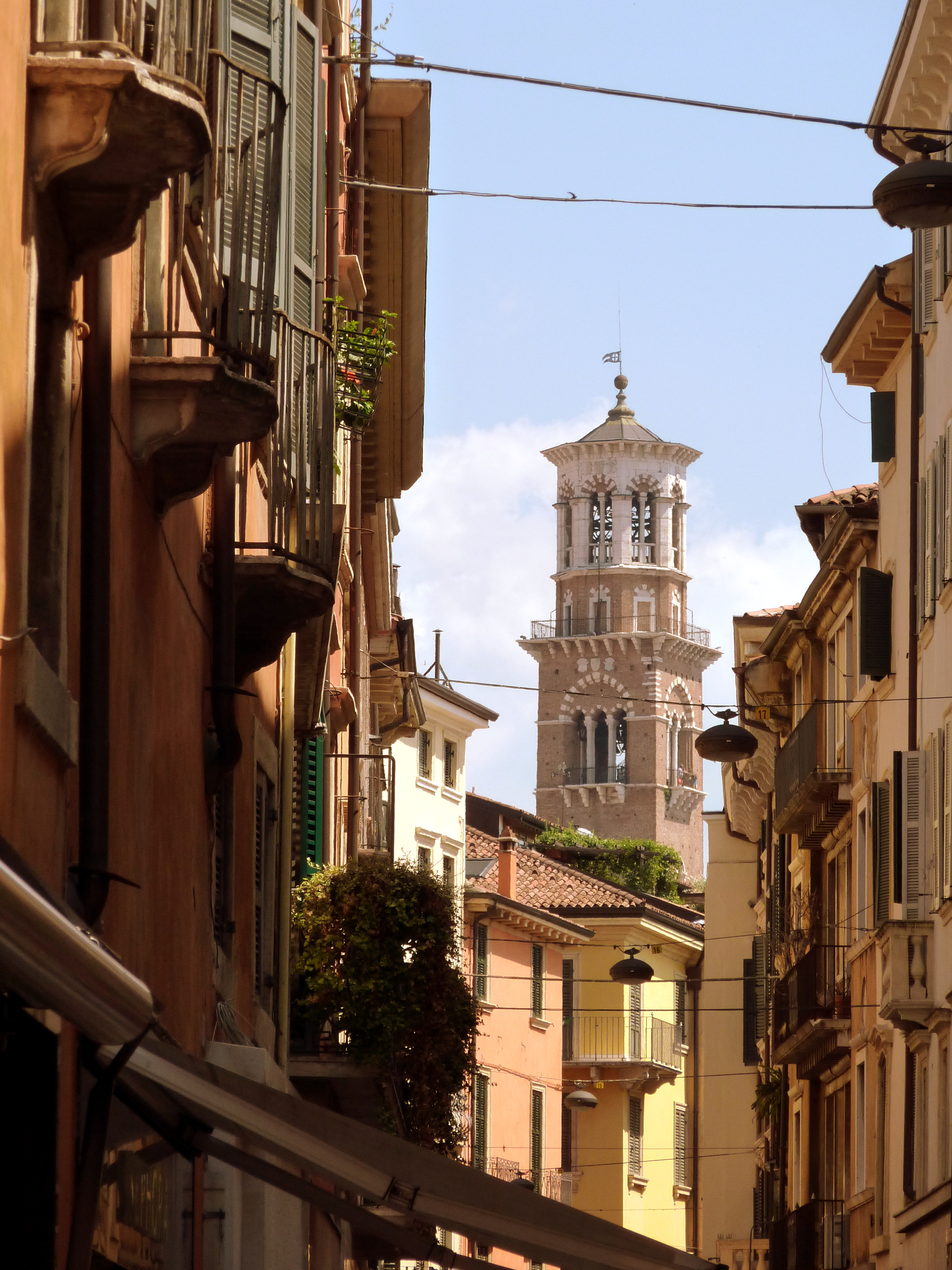
Torre dei Lamberti văzut de pe străzile oraşului Verona.

Torre dei Lamberti este un turn înalt de 84 de metri din Verona (nordul Italiei).

## Origini
Construcția turnului a început în anul 1172 de familia Lamberti. Inițial turnul avea o înălțime de 37 de metri. Nu există date până acum despre motivul acestei construcții și este, de asemenea, foarte dificil să se găsească informații despre familia Lamberti, care a fost exilată din oraș.

## Istorie
În 1295, au fost adăugate două clopote: 
primul, numit Rengo (anterior se numea Arengo), a fost folosit pentru convocarea consiliului municipal și pentru chemarea la arme în caz de atac;
al doilea, numit Marangona („marangon”, în dialectul Veronei înseamnă „dulgher”)  care semnala incendiile, orele de lucru, precum și orele zilei.
În mai 1403 partea de sus a turnului a fost lovită de fulger. Lucrările de restaurare au început abia în 1448 și au durat 16 ani. Turnul a fost apoi restabilit și ridicat, prin adăugarea unui turn de clopot octogonal din cărămidă și marmură albă. Reconstrucția a fost finalizată în 1463: turnul a trecut de la 37 la 84 de metri înălțime. Orologiul cel mare a fost adăugat în 1779 de contele Giovanni Sagramoso. Turnul a fost deschis publicului în 1972.

## Imagini

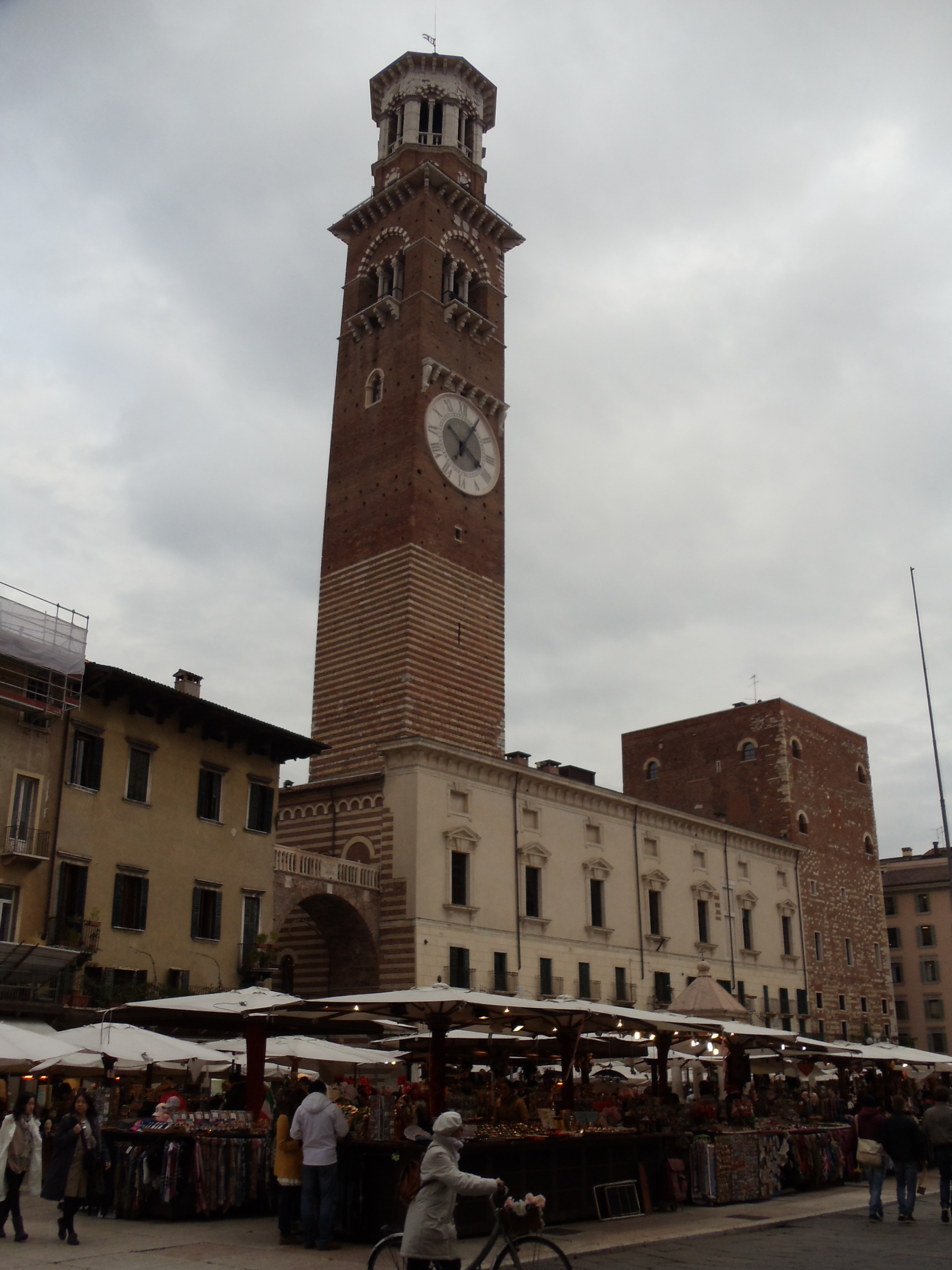
Torre dei Lamberti şi Piazza delle Erbe
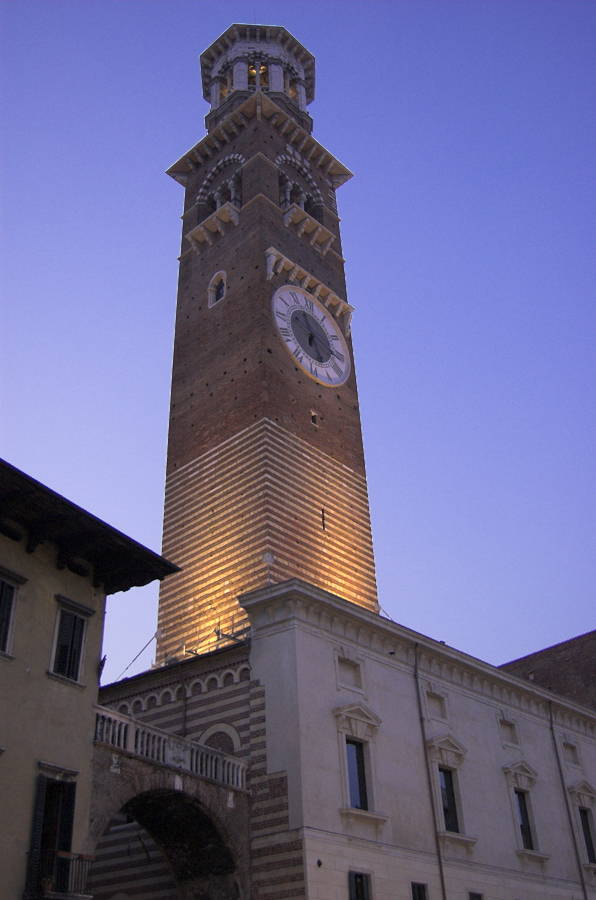
Vedere nocturnă a Torre dei Lamberti
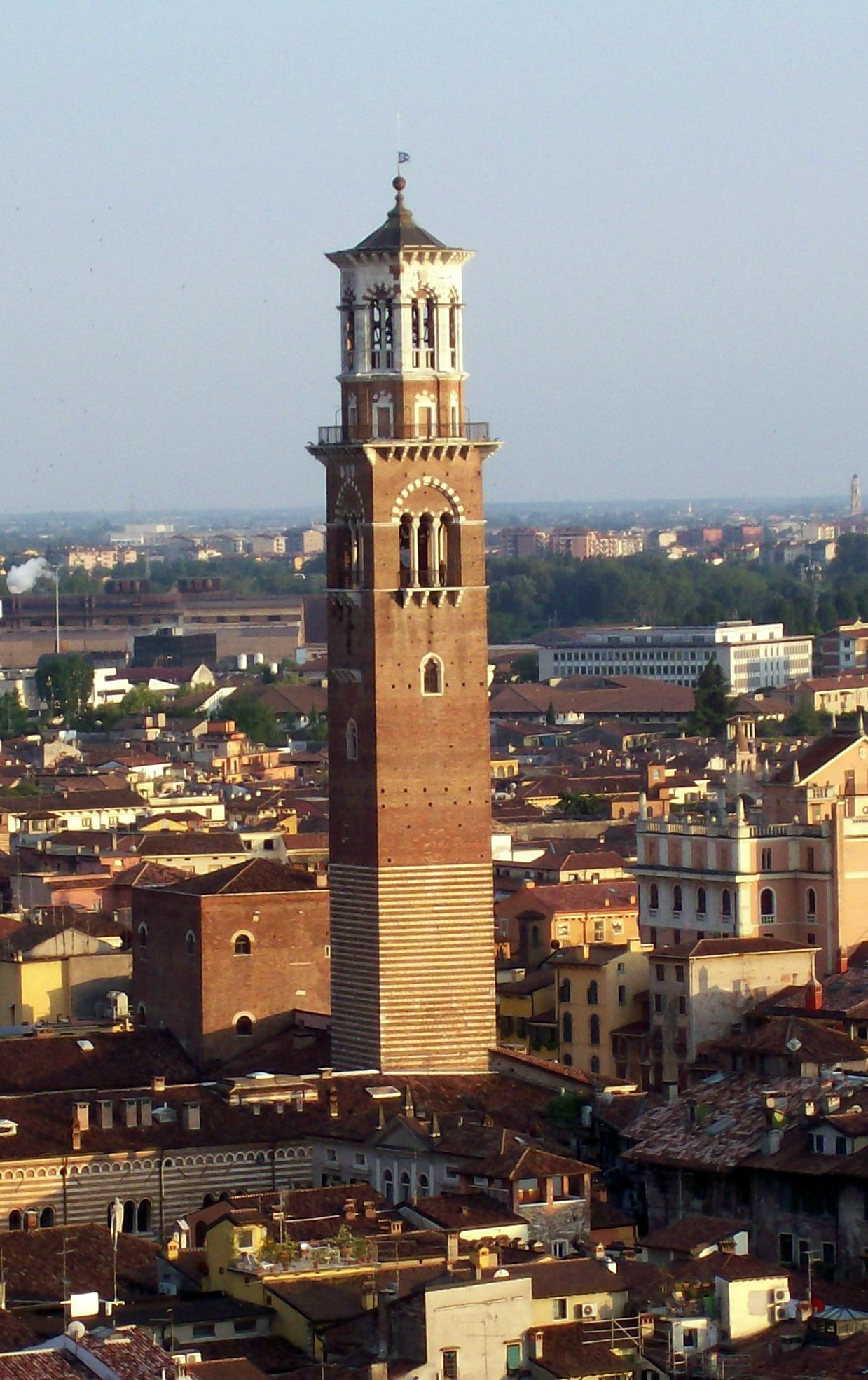
Torre dei Lamberti văzut din campanila Domului
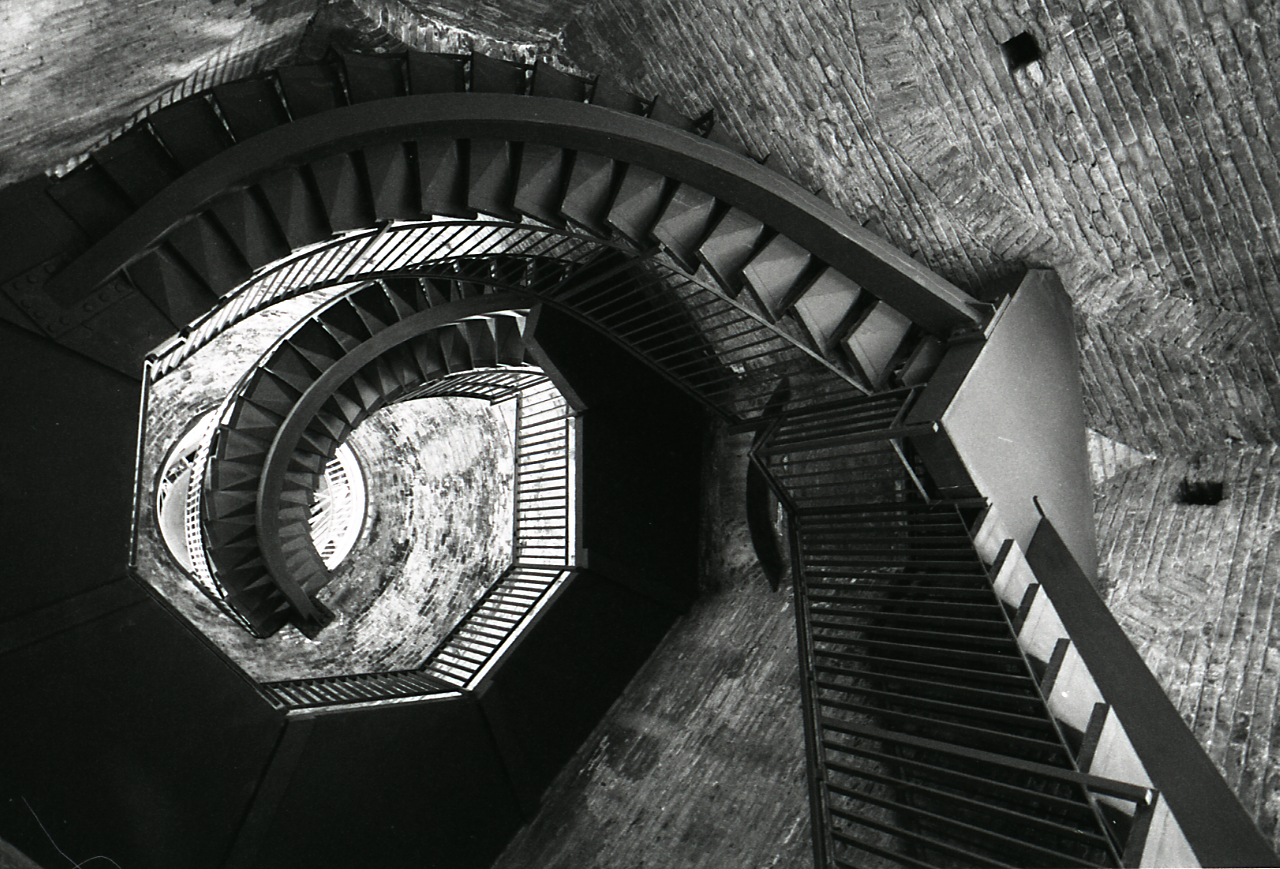
Scara spirală din turn. Fotografie Paolo Monti, 1972